# Vanessa Ray
Vanessa Ray (nascida Liptak; nascida em 24 de junho de 1981) é uma atriz e cantora norte-americana. Ray é mais conhecida por seus papéis como Charlotte DiLaurentis/Cece Drake/ em Pretty Little Liars, Jenny em Suits, Teri Ciccone em As the World Turns e Eddie Janko em Blue Bloods.

## Carreira
Ray ganhou seu cartão da Actors' Equity Association enquanto desempenhava o papel de Rusty e cantava "Let's Hear It For the Boy" no musical Footloose. Ela originou o papel de Nemo em Finding Nemo: The Musical em Orlando Disney World. Ray interpretou a personagem Olive Ostrovsky na turnê nacional do 25º Annual Putnam County Spelling Bee. Ela se juntou ao elenco Broadway de Hair em seu último ano como Crissy, e cantou a música "Frank Mills". Ela fez sua estreia nas telas como Chris no curta metragem orientado aos jovens The Sparky Chronicles: The Map (2003).
Desde 2012, Ray apareceu como CeCe Drake na série de televisão norte-americana Pretty Little Liars. Em 2013, Ray entrou para o elenco da quarta temporada do drama policial Blue Bloods como a Oficial Edit "Eddie" Janko.

## Vida pessoal
Ray atualmente vive e trabalha entre Los Angeles e Nova Iorque. Ela casou com o ator Derek James Baynham em 8 de janeiro de 2003. Em 2007, a primeira temporada da série da HGTV Marriage Under Construction criou uma espécie de cover da compra, renovação, e eventualmente venda de uma casa feita por Ray e Baynham em Toronto. Algum tempo depois, o casal de divorciou. Em março de 2015, Vanessa anunciou no Instagram e Twitter que ela estava noiva de seu namorado de seis anos, Landon Beard. Em 14 de junho de 2015 eles se casaram no Condor's Nest Ranch no leste do Condado de San Diego, Califórnia.

## Filmografia

### Cinema
| Ano  | Obra                           | Papel    |
| ---- | ------------------------------ | -------- |
| 2003 | The Sparky Chronicles: The Map | Chris    |
| 2004 | Is He...                       | Steph    |
| 2008 | Finding Chance                 | Katrina  |
| 2010 | Nice Guy Johnny                | Garota   |
| 2011 | Trust Me                       | Namorada |
| 2012 | Not Waving But Drowning        | Adele    |
| 2012 | The Last Day of August         | Phoebe   |
| 2013 | Wisdom Teeth                   |          |
| 2013 | Mutual Friends                 | Lucy     |
| 2014 | Devil's Due                    | Suzie    |

### Televisão
| Período | Obra                  | Papel                            | Notas                         |
| ------- | --------------------- | -------------------------------- | ----------------------------- |
| 2008    | The Battery's Down    | Vanessa                          | 3 episódios                   |
| 2009    | Bored to Death        | Claudia                          | Um episódio                   |
| 2009–10 | As the World Turns    | Teri Ciccone                     | Papel regular; 49 episódios   |
| 2010    | Damages               | Tessa Marchetti                  | 7 episódios                   |
| 2011    | White Collar          | Maggie "Rocker" Sheldon          | Um episódio                   |
| 2011    | Nurse Jackie          | Mrs. Donovan                     | Um episódio                   |
| 2011–12 | Suits                 | Jenny Griffith                   | Papel recorrente; 9 episódios |
| 2012    | Girls                 | Heather Travis                   | Um episódio                   |
| 2012    | The Right Not to Know | Earthy Chick                     | Minissérie                    |
| 2012–17 | Pretty Little Liars   | CeCe Drake/Charlotte DiLaurentis | Recorrente; 13 episódios      |
| 2013    | The Mentalist         | Cayce Robbins                    | Um episódio                   |
| 2013–24 | Blue Bloods           | Eddie Janko                      |                               |

### Webséries
| Ano  | Obra                 | Papel      | Notas            |
| ---- | -------------------- | ---------- | ---------------- |
| 2012 | Pretty Dirty Secrets | CeCe Drake | Papel Recorrente |

## Prêmios
| Ano  | Cerimonia          | Categoria                                 | Trabaho        | Resultado | Ref   |
| ---- | ------------------ | ----------------------------------------- | -------------- | --------- | ----- |
| 2015 | Teen Choice Awards | Teen Choice Award for Choice TV - Villain | CeCe Drake/"A" | Venceu    | [ 9 ] |